# Patbaxil
Patbaxil är en ort i Mexiko.   Den ligger i kommunen Chilón och delstaten Chiapas, i den sydöstra delen av landet, 800 km öster om huvudstaden Mexico City. Patbaxil ligger 1 391 meter över havet och antalet invånare är 432.
Terrängen runt Patbaxil är huvudsakligen kuperad, men norrut är den bergig. Runt Patbaxil är det ganska tätbefolkat, med 54 invånare per kvadratkilometer. Närmaste större samhälle är Yajalón, 9,3 km norr om Patbaxil. I omgivningarna runt Patbaxil växer i huvudsak städsegrön lövskog.